# Flussgebietseinheit Warnow/Peene

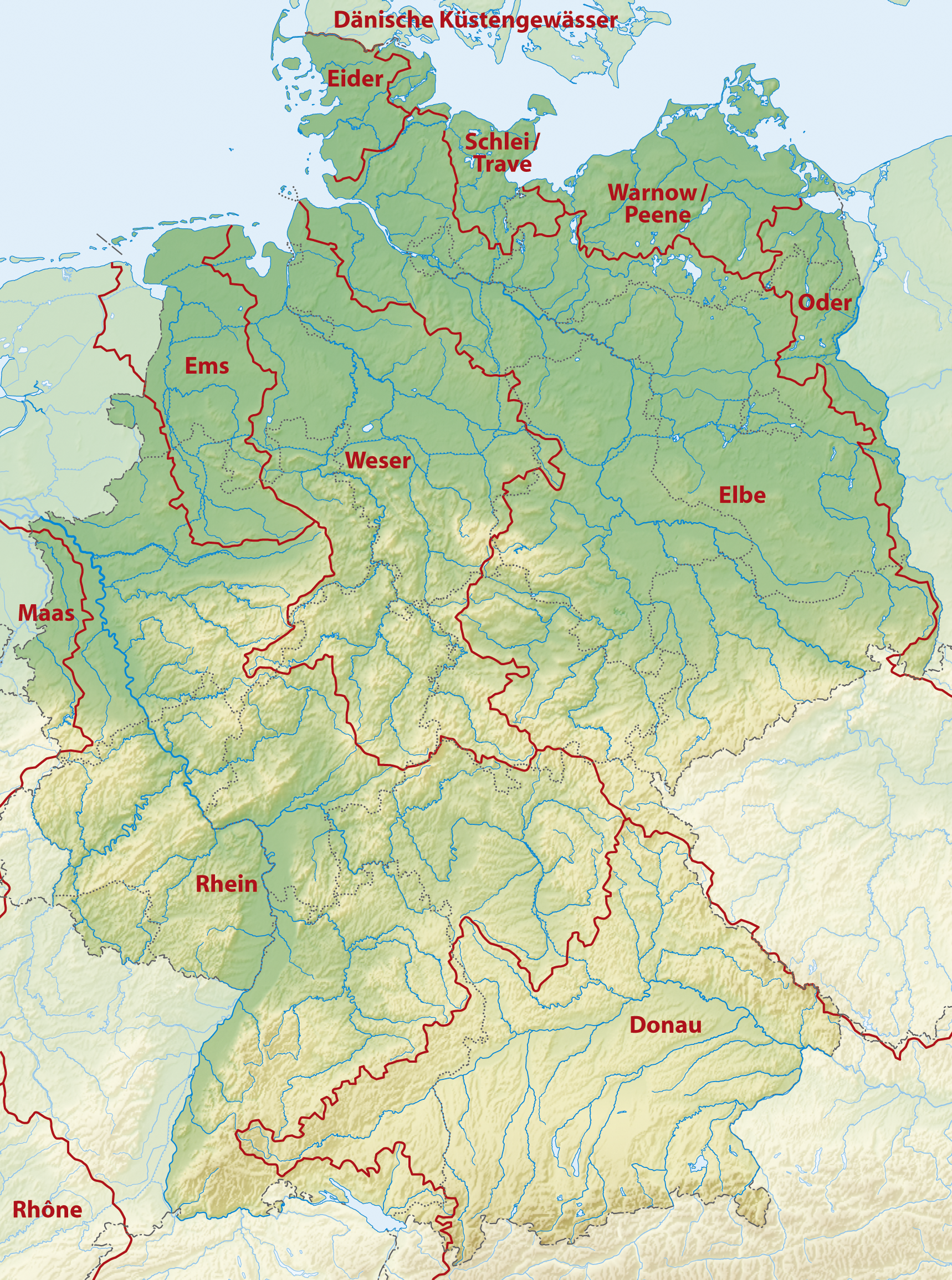
Flussgebietseinheiten in Deutschland

Die Flussgebietseinheit Warnow/Peene (FGE Warnow/Peene) ist eine im Rahmen der Umsetzung der EU-Wasserrahmenrichtlinie aus den Küstengewässern und Einzugsgebieten der Oberflächengewässer im gesamten nordöstlichen Mecklenburg-Vorpommern zusammengestellte Flussgebietseinheit.
Die FGE umfasst neben den namengebenden Flüssen Warnow und Peene vor allem kleinere Flüsse und Bäche, welche in die Ostsee münden, sowie sämtliche Küstengewässer zwischen der Lübecker Bucht und dem Stettiner Haff. Sie grenzt im Westen an die FGE Schlei/Trave, im Süden an die FGE Elbe und im Südosten an die FGE Oder, zu welcher auch die Gewässer der Insel Usedom mit Ausnahme der Zuflüsse des Peenestroms gehören. Insgesamt ist die Flussgebietseinheit etwa 21000 km² groß, die Landfläche beträgt aber nur ca. 13600 km².
Die Flussgebietseinheit ist organisatorisch in die vier Bearbeitungsgebiete Warnow, Peene, Küstengebiet West und Küstengebiet Ost unterteilt.

## Wichtigste Gewässer
- Warnow
- Peene
- Recknitz
- Tollense